# U-19号潜艇 (1912年)
陛下之19号潜艇是德意志帝国海军建造的一艘潜艇或称U艇。它由但泽的帝国船厂承建，于1912年10月10日下水，至1913年7月6日交付使用。U-19号是在第一次世界大战海战期间服役的329艘德国潜艇之一，并参加了大西洋潜艇战役。在其十二次巡逻中，共击沉了54艘商船和4艘辅助军舰，容积总吨达99182吨。战后，U-19号被移交英国，并于1919年至1920年间在布莱斯拆解报废。

## 设计
U-19号是作为德意志帝国海军潜艇局（U-Boot-Inspektion）的“20型项目”，于1910年11月25日向但泽的帝国船厂订购。它自1911年10月20日开始铺设龙骨，1912年10月10日下水，至1913年7月6日交付使用。
U-19号是帝国海军第一艘摒弃了煤油发动机而搭载柴油发动机的潜艇。事实上，它也具有人们所期望的几乎所有优势。柴油潜艇的操作安全性和机动性有所提高，同时油耗得以降低，发动机维护也大大简化。海军显然对这类潜艇非常满意，为此，在U-41号之前的潜艇设计基本上保持不变。但U-19号发动机也有一个小的设计缺陷：其临界的转速，即扭矩突然大幅增加时的转速，明显低于预期。但由于这个转速范围已经达到12節（22每小時）以上的速度，艇只直至1915年9月进行大修期间才更换发动机。

## 历史
从1914年8月1日至1916年3月15日，U-19号由海军上尉康斯坦丁·科尔贝指挥。在此期间，它曾于1914年10月24日遭到英国驱逐舰獾号撞击。其船体严重受损，但能够幸存下来并得到修复。
1915年1月22日，英国商船德沃德号（Durward）在默兹河灯船附近发现了浮出水面的U-19号。他们试图逃跑，但由于船舶只能达到12海里的速度，故而无法脱身。德沃德号的大副后来在鹿特丹接受《每日邮报》特约记者的采访时，讲述了对方操一口流利英语的二副是如何命令他们放下救生艇并过来与他们交谈的。船长和船员被要求在十分钟内离船。当大副询问是否可以回到船上拿他的衣服时，U-19号的二副回答称：“对不起，老伙计，这办不到。我自己也曾在商船队、曾在北德劳埃德服役，但现在我正在为我的国家出一份力”。潜艇指挥官把救生艇拖到了距离默兹河灯船不到100码的地方，甚至在缆绳松脱的时候还停下来修复。之后，德沃德号的船员们与潜艇告别，向灯船划去。
海军上尉莱蒙德·魏斯巴赫于1916年3月16日接替科尔贝担任U-19号艇长。他此前曾在U-20号担任瞭望官，并在时任艇长、海军上尉瓦尔特·施维格的命令下发射鱼雷击沉了远洋客船卢西塔尼亚号。这最终导致了德国与美国间的严重外交危机。在短暂指挥U-19号期间，魏斯巴赫执行了一项不寻常的任务：他把革命家罗杰·凯斯门特和另外两名特工送到爱尔兰的班纳滩，希望他们能煽动起义，从而分散英国对一战的注意力。U-19号将在巴利海吉湾与军火运输船利鲍号会合，后者正以挪威籍伪装名“艾于德号”（Aud）运行。但由于尚不清楚的原因，两艘舰船相互错失，以致于凯斯门特无法与军火运输商取得联系。

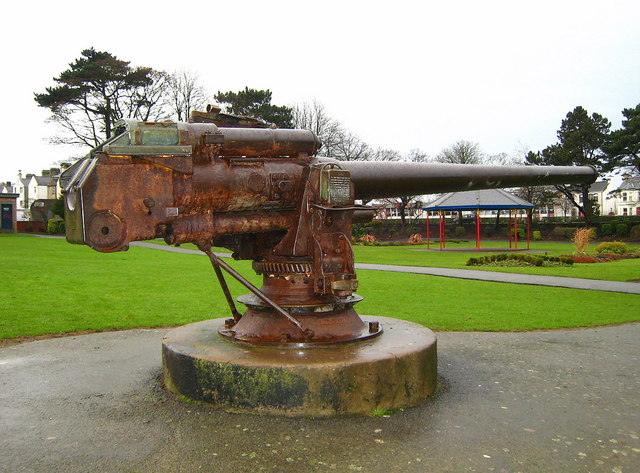
U-19号甲板炮现状

魏斯巴赫的艇长职务于1916年8月11日被约翰内斯·斯皮思接替。1917年5月24日，U-19几乎犯了一个严重的错误，险些将当时德国最具现代化的潜艇U-155号击沉。斯皮思认为自己偶然发现了一艘英国潜艇，于是装填好鱼雷准备发射。然而，就在他下令发射之前不久，他发现了德国潜艇的某些特性。其最大的错误在于并未通知U-155号潜艇离开。
斯皮思于1917年6月1日被海因里希·科赫取代。后者于同年10月25日将潜艇指挥权移交予汉斯·阿尔布雷希特·里伯斯金，但仅不足一个月后，里伯斯金又在11月17日再由斯皮思接替。1918年4月24日，U-19号在公海上与德国公海舰队会合。斯皮思报告称发现了一支大规模的英国部队，相信是英国大舰队的主力，从而促使公海舰队展开了长时间的搜索，但一无所获。1918年6月1日，里伯斯金再次掌权，指挥U-19号直到战争结束。
战争期间，U-19号共进行了十二次巡逻，累计击沉了54艘商船和4艘辅助军舰，容积总吨达99182吨。它所击沉的最大型舰船是1918年3月1日在拉斯林岛附近遭遇的英国辅助巡洋舰卡尔加里号（12515总吨）。战争结束后，U-19号于1918年11月24日移交英国，并于1919年至1920年间在布莱斯拆解报废。英国海军部将潜艇的甲板炮赠予了班戈居民，以表彰涅斯托尔号驱逐舰舰长爱德华·宾汉在日德兰海战中的英勇表现，后者也因此获颁维多利亚十字勋章。甲板炮如今陈列在镇上沃德公园的战争纪念碑附近。

## 40号室的原始文件
以下为英国海军情报室（更为人熟知的称谓是“40号室”）在1914年至1918年间所转录的U-19号活动的逐字稿：

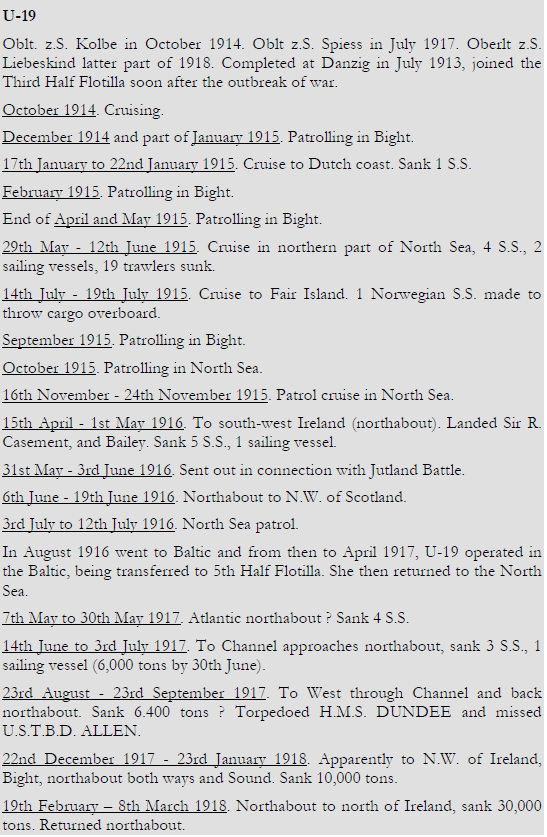

注：S.S. = 蒸汽船；S.V. = 帆船；northabout, Muckle Flugga, Fair I. = 苏格兰周边；Sound, Belts, Kattegat = 经由丹麦北部往返于德国波罗的海港口；Bight = 往返于德国北海港口；success = 击沉船舶

## 袭击历史摘要
| 日期           | 船名                       | 船籍           | 吨位  | 结局       |
| -------------- | -------------------------- | -------------- | ----- | ---------- |
| 1915年1月22日  | 德沃德号                   | 英国           | 1301  | 击沉       |
| 1915年6月2日   | 萨尔瓦多号                 | 丹麦           | 165   | 击沉       |
| 1915年6月3日   | 绿玉髓号                   | 英国           | 119   | 击沉       |
| 1915年6月3日   | 山茱萸号                   | 英国           | 214   | 击沉       |
| 1915年6月3日   | 埃纳·梅号                  | 英国           | 90    | 击沉       |
| 1915年6月3日   | 爱奥那号                   | 英国           | 3344  | 击沉       |
| 1915年6月3日   | 凯思琳号                   | 英国           | 92    | 击沉       |
| 1915年6月3日   | 斯特拉斯布莱恩号           | 英国           | 163   | 击沉       |
| 1915年6月4日   | 科特斯号                   | 英国           | 174   | 击沉       |
| 1915年6月4日   | 邓尼特角号                 | 英国           | 343   | 击沉       |
| 1915年6月4日   | 埃比尼泽号                 | 英国           | 113   | 击沉       |
| 1915年6月4日   | 长庚星号                   | 英国           | 120   | 击沉       |
| 1915年6月4日   | 探险者号                   | 英国           | 156   | 击沉       |
| 1915年6月4日   | 海燕号                     | 英国           | 182   | 击沉       |
| 1915年6月5日   | 阿道夫号                   | 俄罗斯帝国     | 169   | 击沉       |
| 1915年6月5日   | 巴道夫号                   | 英国           | 215   | 击沉       |
| 1915年6月5日   | 麻鹬号                     | 英国           | 134   | 击沉       |
| 1915年6月5日   | 锐目猎犬号                 | 英国           | 138   | 击沉       |
| 1915年6月5日   | 柿子号                     | 英国           | 255   | 击沉       |
| 1915年6月5日   | 西方之星号                 | 英国           | 197   | 击沉       |
| 1915年6月6日   | 木瓜海棠号                 | 英国           | 145   | 击沉       |
| 1915年6月6日   | 德罗米欧号                 | 英国           | 208   | 击沉       |
| 1915年6月9日   | 斯维宁·亚尔号              | 挪威           | 1135  | 击沉       |
| 1915年6月11日  | 奥塔哥号                   | 瑞典           | 1410  | 击沉       |
| 1915年6月11日  | 普利茅斯号                 | 英国           | 165   | 击沉       |
| 1915年6月11日  | 瓦戈号                     | 英国           | 154   | 击沉       |
| 1915年7月16日  | 卡梅奥号                   | 英國皇家海軍   | 172   | 击伤       |
| 1916年4月21日  | 费利西亚纳号               | 英国           | 4283  | 击沉       |
| 1916年4月22日  | 约瑟夫·奥格斯特·福赫泽格号 | 義大利王國     | 2680  | 击沉       |
| 1916年4月22日  | 罗斯号                     | 英国           | 2666  | 击沉       |
| 1916年4月23日  | 巴黎人号                   | 英国           | 4763  | 击沉       |
| 1916年4月23日  | 里布斯顿号                 | 英国           | 3048  | 击沉       |
| 1916年4月25日  | 卡尔曼尼亚号               | 挪威           | 1840  | 击沉       |
| 1916年9月12日  | 伊丽莎白号                 | 俄罗斯帝国海军 | 4444  | 击沉       |
| 1916年9月12日  | 以耶号                     | 俄罗斯帝国海军 | 1261  | 击沉       |
| 1916年9月22日  | 肯尼特号                   | 英国           | 1679  | 击沉       |
| 1917年5月12日  | 维拉尔号                   | 英国           | 4207  | 击沉       |
| 1917年5月17日  | 韦斯特兰号                 | 瑞典           | 3832  | 击沉       |
| 1917年5月20日  | 安芬·亚尔号                | 挪威           | 1097  | 击沉       |
| 1917年5月26日  | 挪威号                     | 挪威           | 1447  | 击沉       |
| 1917年5月27日  | 黛博拉号                   | 丹麦           | 159   | 击沉       |
| 1917年6月20日  | 菲多号                     | 挪威           | 1459  | 击沉       |
| 1917年6月21日  | 布莱克岬号                 | 英国           | 1898  | 击沉       |
| 1917年6月21日  | 拉特福斯号                 | 挪威           | 1458  | 击沉       |
| 1917年6月22日  | 博列特号                   | 挪威           | 1431  | 击沉       |
| 1917年8月31日  | 米尼奥塔号                 | 英国           | 6422  | 击沉       |
| 1917年9月1日   | 阿卡罗阿号                 | 挪威           | 1348  | 击沉       |
| 1917年9月12日  | 阿格里科拉号               | 英国           | 65    | 击沉       |
| 1917年12月28日 | 马克斯顿号                 | 英国           | 5094  | 击沉       |
| 1917年12月28日 | 圣阿马利亚号               | 英国           | 4309  | 击沉       |
| 1918年1月2日   | 纳捷日达号                 | 蘇俄           | 3849  | 击沉       |
| 1918年2月25日  | 圣马利亚号                 | 美国           | 5383  | 击沉       |
| 1918年2月25日  | 阿帕拉契号                 | 英国           | 3767  | 击伤       |
| 1918年2月26日  | 提比利亚号                 | 英国           | 4880  | 击沉       |
| 1918年3月1日   | 卡尔加里号                 | 英國皇家海軍   | 12515 | 击沉       |
| 1918年3月1日   | 托马斯·柯拉德号            | 英國皇家海軍   | 215   | 击沉       |
| 1918年3月1日   | 利斯特勋爵号               | 英國皇家海軍   | 285   | 击伤       |
| 1918年4月6日   | 燕鸥号                     | 荷蘭           | 108   | 击沉       |
| 1918年4月21日  | A变量号                    | 比利时         | 241   | 击沉       |
| 1918年4月23日  | 游隼号                     | 英国           | 79    | 击沉       |
| 1918年4月23日  | 泰恩浪号                   | 英国           | 121   | 击沉       |
| 1918年4月25日  | 荷兰蒂亚I号                | 荷蘭           | 733   | 缴作战利品 |

## 脚注
1. ↑  Helgason, Guðmundur. . German and Austrian U-boats of World War I - Kaiserliche Marine - Uboat.net.   [2014-12-22].
2. ↑  Helgason, Guðmundur. . German and Austrian U-boats of World War I - Kaiserliche Marine - Uboat.net.   [2014-12-22].
3. ↑  Helgason, Guðmundur. . German and Austrian U-boats of World War I - Kaiserliche Marine - Uboat.net.   [2014-12-22].
4. ↑  Helgason, Guðmundur. . German and Austrian U-boats of World War I - Kaiserliche Marine - Uboat.net.   [2014-12-22].
5. 1 2  Helgason, Guðmundur. . German and Austrian U-boats of World War I - Kaiserliche Marine - Uboat.net.   [2014-12-22].
6. ↑  Gröner 1991，第4–5頁.
7. ↑  陈进，第23頁.
8. ↑  Preston，第29頁.
9. ↑  . The BNA. Edinburgh Evening News. 1915-01-23.
10. ↑  Spindler，第114–117頁.
11. ↑  . Ards and North Down Council.   [2021-06-01]. （原始内容存档于2021-06-02）.
12. ↑  National Archives, Kew: HW 7/3, Room 40, History of German Naval Warfare 1914-1918 (Published below - Room 40: German Naval Warfare 1914-1918)
13. ↑  Helgason, Guðmundur. . German and Austrian U-boats of World War I - Kaiserliche Marine - Uboat.net.   [2014-12-22].